# Dandya purpusii
Dandya purpusii är en sparrisväxtart som först beskrevs av Townshend Stith Brandegee, och fick sitt nu gällande namn av Harold Emery Moore. Dandya purpusii ingår i släktet Dandya, och familjen sparrisväxter. Inga underarter finns listade i Catalogue of Life.